# 폭스트론
폭스트론(영어: Foxtron Inc.)은 대만 타이베이시에 본사를 둔 전기 자동차 및 버스 제조업체로, 2020년부터 기술 회사인 폭스콘과 위룽 자동차 간의 합작 투자로 운영되고 있다.

## 주요 차종

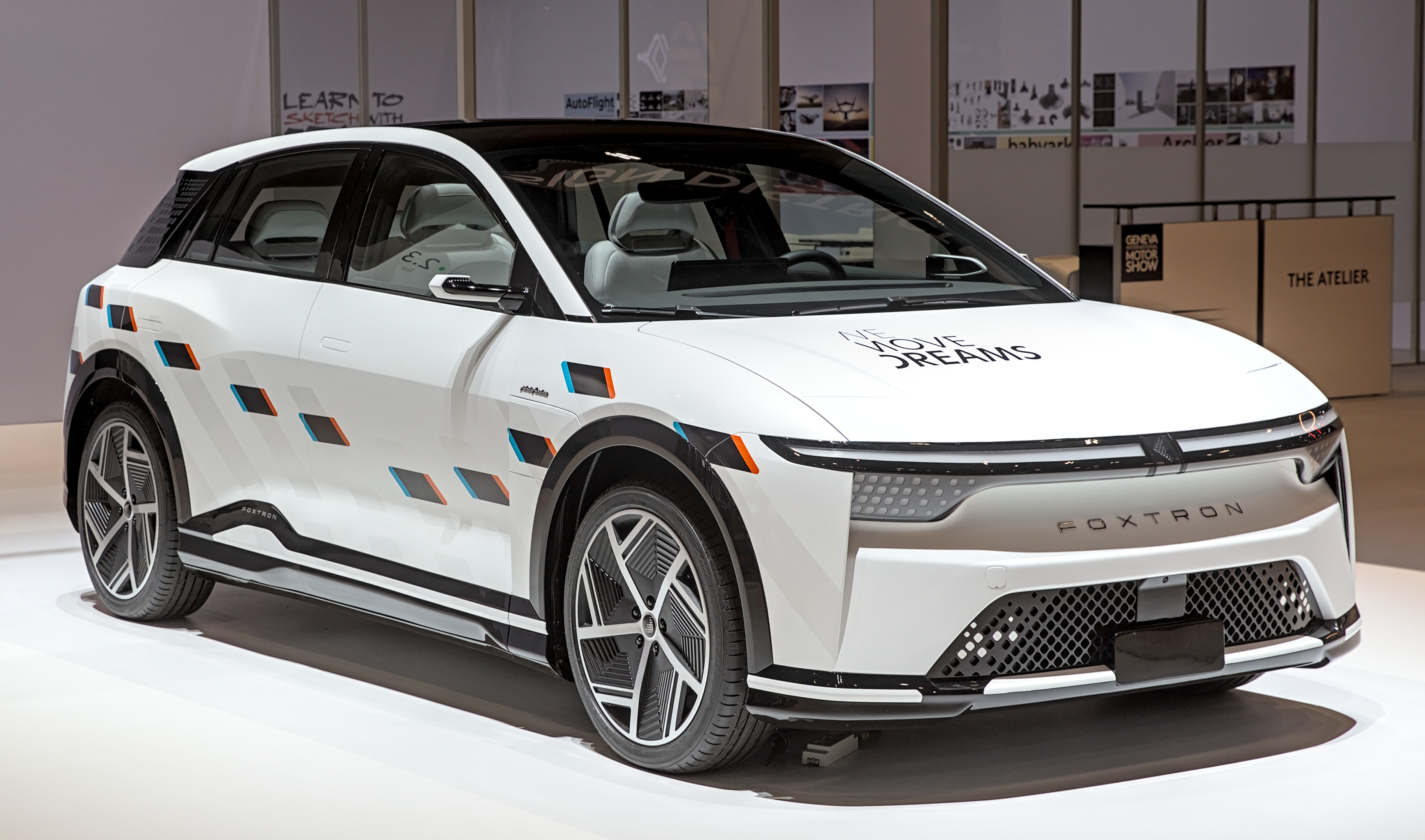
폭스트론 모델 B
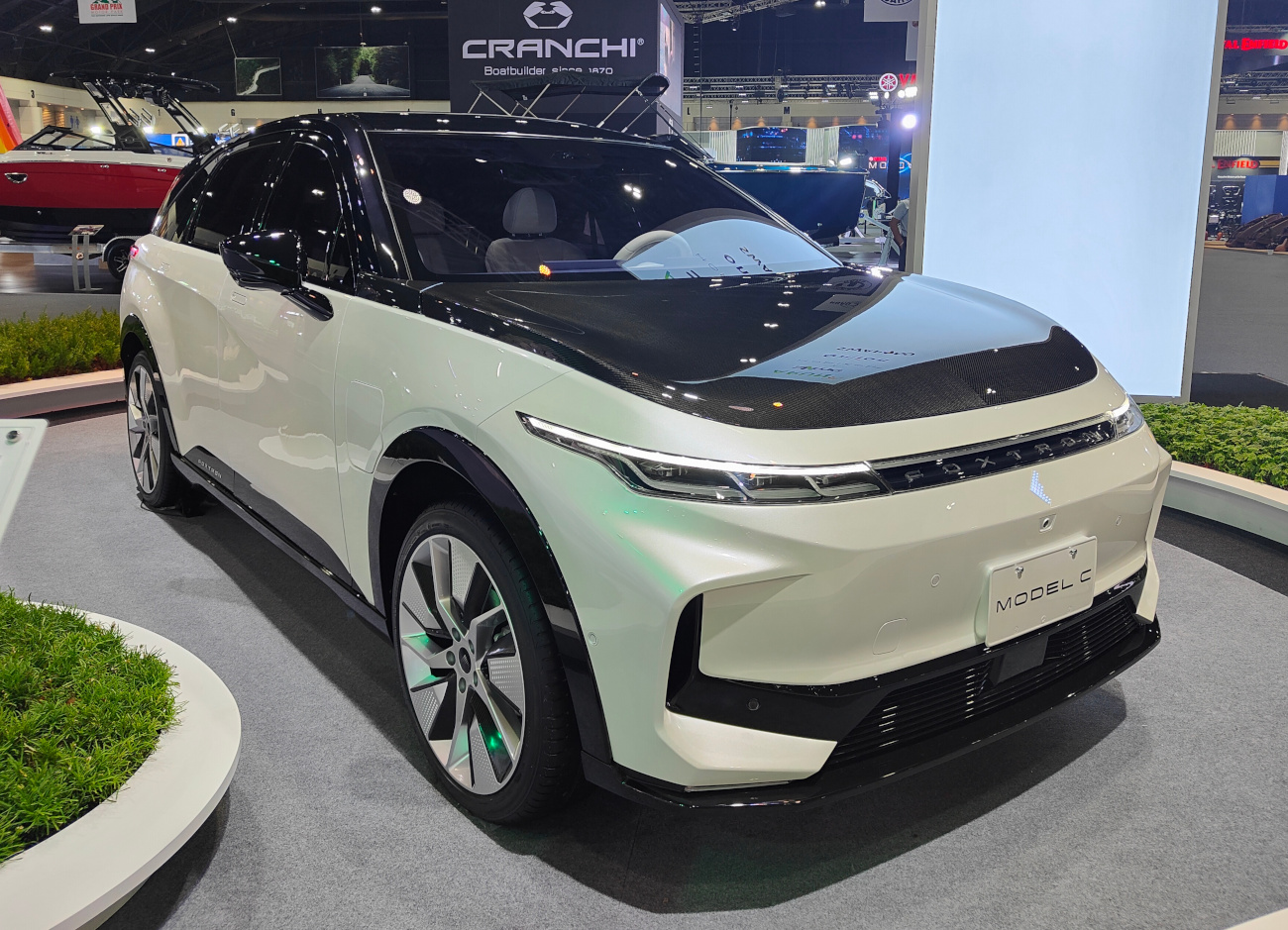
폭스트론 모델 C
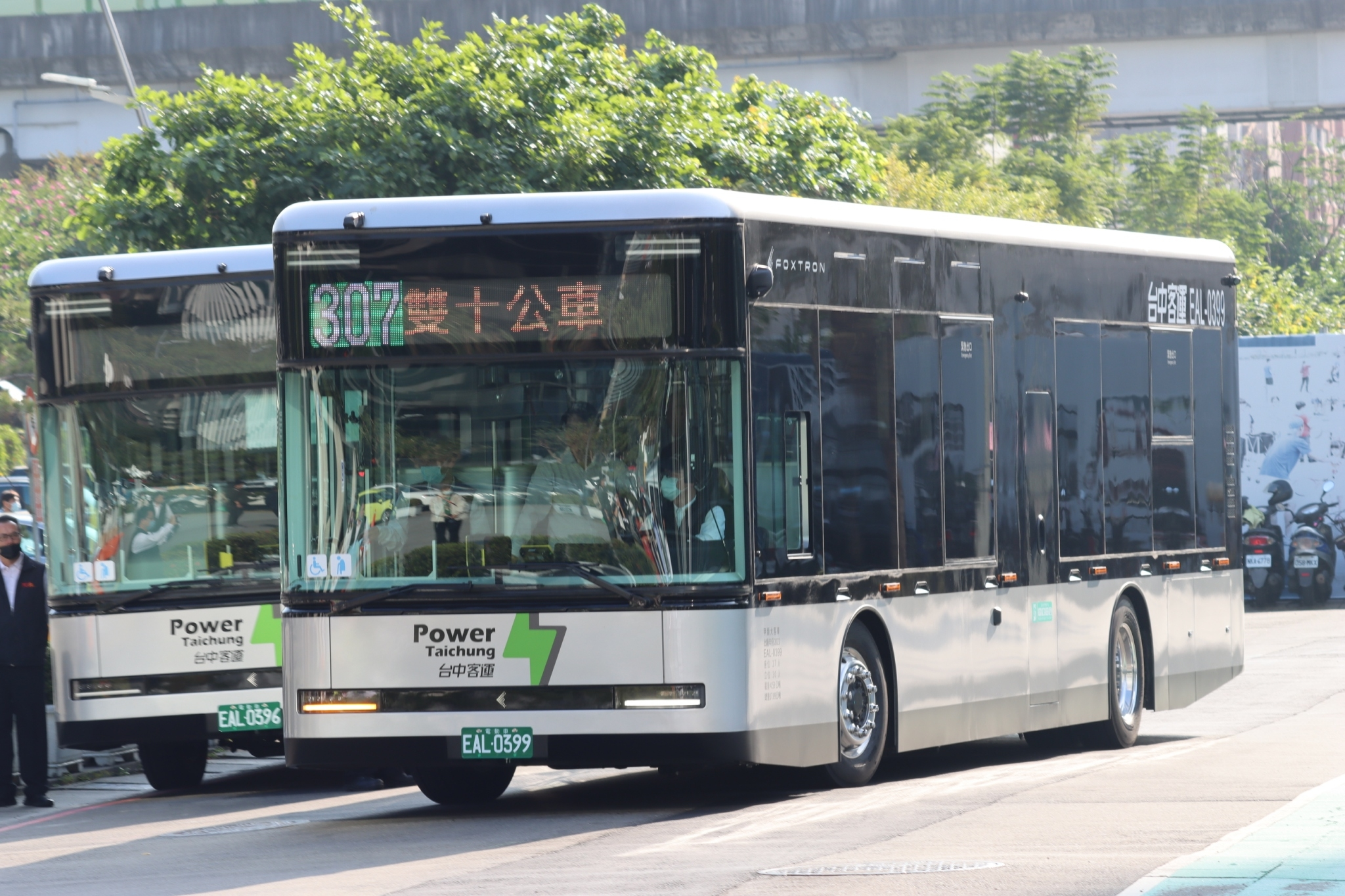
폭스트론 모델 T

- 폭스트론 모델 E (2021)
- 폭스트론 모델 C (2021)
- 폭스트론 모델 T (2021)
- 폭스트론 모델 B (2022)
- 폭스트론 모델 V (2022)
- 폭스트론 모델 N (2023)